# П'ясецький Андрій Левович

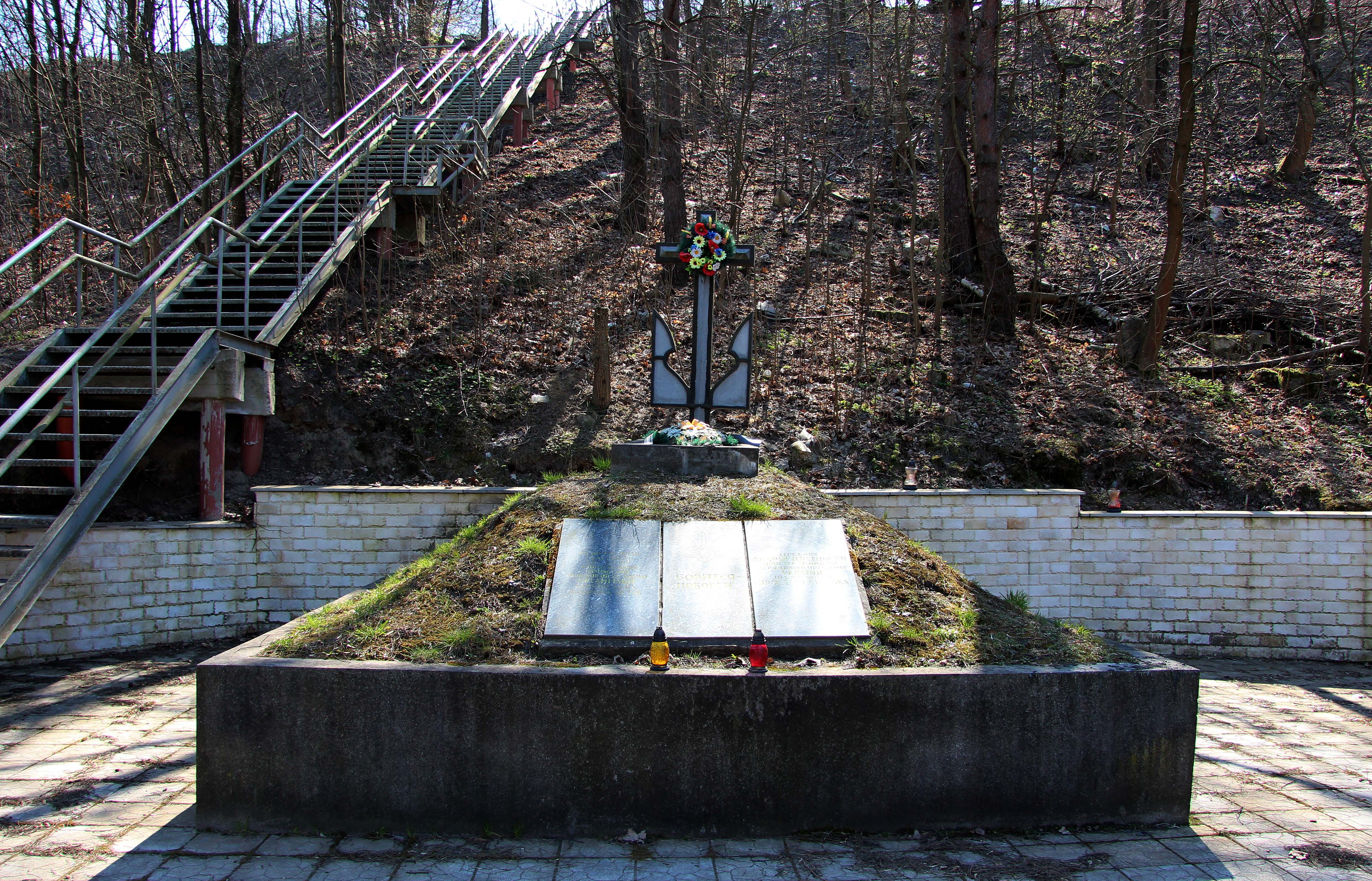
Могила Андрія П'ясецького

Андрі́й П'ясе́цький  (27 серпня 1909, Реклинець — 25(27) листопада 1942, Львів) — вчений, політичний та громадський діяч, міністр лісів в уряді Ярослава Стецька. Автор праці «Про побудування і біологічний розвиток ряду типів українського лісу», яка і в наш час не втратила своєї наукової вартості.

## Життєпис

### Юність
Народився 27 серпня 1909 року в галицькому селі Реклинець біля Великих Мостів, Сокальського р-ну, Львівської області, і був наймолодшим серед п'яти дітей місцевого пароха отця Лева та Софії з роду Подолинських. Той факт, що старший брат Володимир, хорунжий УГА, загинув 1919 року в бою з польськими окупантами під Жовквою, вплинув на становлення поглядів Андрія.
Під час навчання у Львівській державній гімназії він вступає до молодіжної скаутської організації Пласт, входив до куреня «Лісові Чорти», в якому старші брати — рідний Юрій та двоюрідний Петро на той час уже були членами цього куреня.

### Студентські роки
У 1927 році по закінченні гімназії Андрій П'ясецький стає студентом рільничо-лісового факультету «Львівської політехніки».

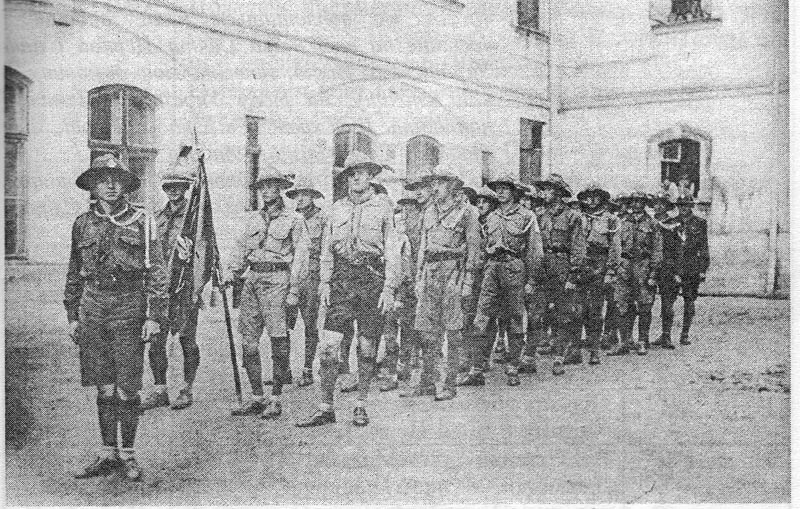
Посвята прапора Лісових Чортів

22 червня 1929 року відбувся збір куреня з нагоди посвячення прапора, в якому брав участь. У серпні 1929 року, Андрій разом зі своїм куренем вирушив у подорож на Поділля. Коло Більча Золотого, оглядаючи цікаві з геологічного погляду печери, зустрів археолога Олега Кандибу-Ольжича та допоміг йому проводити розкопки печерного поселення початку мідної доби.

### Ведення лісового господарства
У 1933 році, захистивши дипломну роботу на тему «Охорона лімби (кедра) в Горганах», 25-річний Анрій П'ясецький отримує диплом інженера-лісівника. Організовує технічно-лісове бюро «Сільва», яке займалось веденням лісового господарства у приватних лісах на договірній основі. Постійними замовниками «Сільви» були Греко-католицька консисторія, яка володіла великими масивами лісів (тільки в Ґорґанах їх площа сягала 75 тисяч га) та Земельний Банк Гіпотечний — теж багатий лісовласник.
Планував створити у Ґорґанах кедровий заповідника, про що писав: 
| «Він повинен зайняти найбільш дике і прегарне у своїй первісній красі гніздо Ґорґанських гір: Ґрофу, Канусяк, Паренки й Попадю, чудові смерекові і кедрові ліси, буйні полонини, непрохідні гущавини жеребу і лелечку, бистрі потоки й скелясті верхи, багатство квітів, розмаїття птаства і звірини разом творять тут дивовижну гармонію». | У 1934 році під егідою фізіографічної комісії НТШ, яку очолював Микола Мельник, заповідник вдалось заснувати.
Митрополит Андрей з розумінням ставився до ініціатив молодого лісівника, трирічна праця якого була настільки вдалою, що стала імпульсом до об'єднання всіх дрібних нерентових ерекційних лісів у одне господарство. Зберігся документ, підписаний А. Шептицьким, у якому стверджувалось, що «Андрій П'ясецький є інспектором церковних лісів Львівської архієпархії і має право виконувати всі дії, пов'язані з керуванням, вирубуванням, продажем, завантаженням деревини на залізничних станціях, планами, культурами та іншими господарськими справами в цих лісах».

### Робота в підпільному Пласті
Не припиняв участі і в роботі підпільного Пласту. В помешканні, яке винаймав з братом Юрієм, часто сходились члени куреня «Лісові Чорти». Одружується він також з пластункою, донькою відомого українського адвоката — Марусею Федусевич, яка повернулася з Парижа, де студіювала французьку філологію.
У довоєнній періодиці, зокрема у часописах «Вогні», «Дороги», «Гей-гу, гей-га», «Неділя» та інших, можна натрапити на нариси, статті, підписані псевдонімом «Дусько» або криптонімом «Д». Так підписувався А. П'ясецький, лише зрідка ставлячи під публікаціями власне прізвище.
Після початку Другої світової, в часи безвладдя, організовує Лісосировинний трест і заміняє старі кадри новими. З приходом радянської влади посаду довелось покинути.

### Наукова діяльність
Прагнучи серйозно зайнятися науковою роботою, влаштовується на працю у політехнічний інститут. Того ж таки 1940 року отримає звання доцента кафедри лісової ботаніки. Розпочинає працю над дослідженнями лісової типології, проблеми якої для Західної України були цілковито нерозроблені. Його увагу привертає Розточчя, унікальна природа якого з лісівничої, ботанічної та зоологічної точок зору є неповторна. Тут, на Головному Європейському вододілі, відбувається нашарування різних природно-кліматичних зон, тут бере початок багато річок, є високодебетні джерела. У місцевих лісостанах, які мають ознаки пралісів, трапляються валуни та морени — сліди великого зледеніння.
У 1940 році їде в наукове відрядження до Києва, щоб особисто познайомитись з фундатором української типологічної школи Петром Степановичем Погребняком. Після повернення організовує у Янові коло Львова лісову науково-дослідну станцію, закладає на Розточчі пробні площі. В опрацьованому описі типів ґрунтів та лісів Янівського дослідного надлісництва використання природної родючості (корінні і похідні лісостани) він підійшов до типологічного аналізу лісів, що має вирішальне значення для організації раціонального лісового господарства і сьогодні.
Інтенсивна наукова діяльність Андрія П'ясецького 1940—1941 років була не лише глибокою, а й різнобічною. Він впроваджує передові підходи до класифікації лісів у навчальну практику. У 1941 році вийшов друком його «Загальний нарис природно-історичної районізації лісів західних областей України». 20 лютого 1941 року він захищає кандидатську дисертацію на тему «Карпатський кедр, його охорона і кедрові заповідники».

### Під час війни
НКВД заарештовує ученого й ув'язнює у львівських Бригідках. Був одним з тих в'язнів, які дочекалися приходу німців живими.
30 червня 1941 року у Львові відбулись Українські національні збори, які проголосили відновлення Української Самостійної держави на чолі з Ярославом Стецьком. П'ясецький погодився обійняти пост міністра лісів в уряді Я. Стецька.
Організовує Український лісовий науково-дослідний інститут, згуртовуючи навколо себе талановитих науковців. Сам же він не полишає праці на Янівській дослідній станції. Лісники Юрко Якимів та Степан Параняк, а також студенти-політехніки допомагають йому проводити контрольні заміри на закладеному профілі. За наказом керівника лісів форстмайстра Ганса Барта, який прибув з Кракова, це дослідне лісництво було перетворено в звичайне надлісництво. Плани рубок у другому півріччі 1941 року доведено до 24 тисяч кубометрів — для цього треба знищити весь цінний ліс. Андрій їде до Кракова, де в Головному управлінні лісів працював професор Мантель, визначний учений, аргументовано доводить йому, що знищення лісів на теренах Головного Європейського вододілу загрожує екологічною катастрофою. Мантель добивається того, що янівські ліси вважаються науковим об'єктом, підпорядкованим лише йому.

### Арешт
Розлючений неочікуваним поворотом подій, Барт доносить в гестапо, що П'ясецький не виконує його наказів. 8 січня 1942 року в Страдчі Андрія заарештовують. Вів у гестапо справу приятель Барта Освальд Мюллер, свідками поставлено надлісничого Адамовича і лісничого Загайчевського, яких Андрій 1939 році прогнав зі служби в Дирекції лісів.
Жодні втручання не допомогли. Представникові Українського Центрального Комітету Паньківському начальник гестапо Ставіскі заявив, що «навіть, коли б слідство виявило, що П'ясецький не саботував свідомо, сам факт, що він наважився входити в суперечку з німцем, заслуговує кари».
Під час ув'язнення у тюрмі на Лонцького Андрій П'ясецький перехворів тифом, а видужавши, добровільно зголосився допомагати хворим на цю недугу як санітар.
У відповідь на вбивство українськими підпільниками офіцера німецької поліції Сендеги німці розстрілюють у Галичині близько 100 закладників, зокрема 28 в'язнів у Львові, серед яких був і Андрій П'ясецький.
Розстріляний у котрийсь із днів з 25 до 27 листопада 1942 року на схилі Кортумової гори за Янівським цвинтарем.
Могилу Андрія П'ясецького на Янівському цвинтарі розшукали і відновили члени Студентського братства Львівської політехніки. 12 серпня 1990 відбулось освячення могили розстріляних.

## Окремі праці
- В річницю боротьби під Крутами : поезія [4]
- На північ / А. Пясецький // Молоде життя: часопис українського Пласту. – 1929. – Ч. 11(69).– 15 груд.
- Молоде село : підручник для сільської молоді / Д. Паліїв, А. Пясецький, О.Тарнович. – Львів : Батьківщина, 1934. – 120 с.
- Під вільним небом : підручник для уладжування народних свят, фестинів і забав / А. Пясецький. – Львів : Батьківщина, 1934. – 111 с.
- Про ліси місцевого значення / А. Пясецький // Сільський господар. – 1937.
- Про наладнання господарства в селянських лісах / А. Пясецький // Українські технічні вісті. – 1938.
- Про наші заповідники / А. П'ясецький // Наша Батьківщина. – 1938.
- Природа західних областей України / А. Пясецький // Юний натураліст. – 1940. – № 12. – С. 1-4.
- Про українську лісову типологію / А. Пясецький. – Львів, 1940.
- Про побудування і біологічний розвиток ряду типів українського лісу / А. Пясецький. – Краків ; Львів : Українське видавництво, 1942. – 112 с.